# Amar Arbathok
Amar Arbathok (en népalais : अमर अर्बाथोक) est un comité de développement villageois du Népal situé dans le district de Gulmi. Au recensement de 2011, il comptait 1 943 habitants.